# Явгільдіно
Явгі́льдіно (рос. Явгильдино, башк. Яугилде) — присілок у складі Караідельського району Башкортостану, Росія. Адміністративний центр Явгільдінської сільської ради.
Населення — 453 особи (2010; 459 у 2002).
Національний склад:
- татари — 90 %